# Via del Moro
Via del Moro è una strada del centro storico di Firenze, situata tra piazza Goldoni e via dei Banchi.

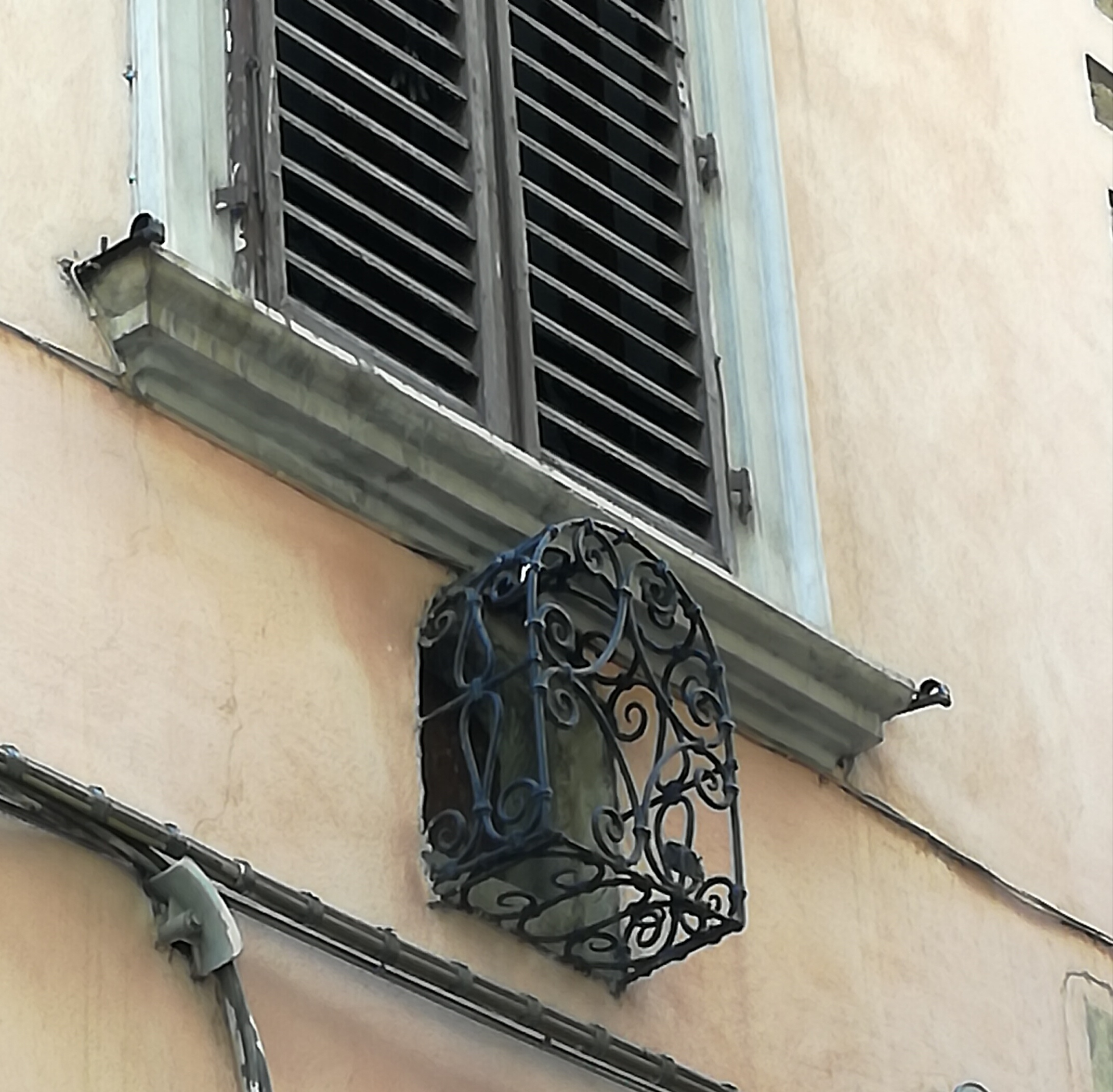
Finestrella per bambini in Via del Moro

## Storia e descrizione
Non è chiaro perché la strada si chiami così: forse il "Moro" è una deformazione di "muro", cioè il tratto di mura cittadine che passava di qui nel medioevo; altri legano l'origine alla famiglia Del Moro o alla presenza magari di un'antica osteria o albergo con tale insegna. Infine c'è chi ipotizza che, come "via dei Mori", il nome possa derivare da una pianta di gelso che un tempo cresceva qui. 
Anticamente via del Moro partiva da piazza Goldoni e arrivava all'incrocio con via del Sole, mentre il tratto successivo si chiamava "via del Trotto dell'Asino" e quello finale "via Tana dell?orso".
Al numero sette si trova palazzo Arrighetti, quattrocentesco in origine e ammodernato nel 1775 dal conte Giovanni Tommaso Arrighetti: la facciata si riconosce per uno stemma familiare e un tabernacolo con la Madonna. Più avanti, verso la Croce al Trebbio, si incontra la facciata posteriore di palazzo Federighi, affacciato sull'omonima piazza. All'angolo con via del Trebbio si trova poi il palazzo Lapaccini-Buondelmonti e in fondo alla strada palazzo Lenzi-Arrighetti, dall'andamento curvilineo.
Tra le targhe e lapidi della strada, un ovale di pietra ricorda san Pietro Martire.

## Curiosità
All"altezza dell'incrocio di Via del Moro con Via della Spada è possibile notare sulla facciata di una casa una "finestrella" più piccola con ringhiera posta subito sotto una finestra grande. L'utilità di tale apertura era di dare la possibilità anche ai bambini di stare affacciati alla finestra per guardare senza pericolo di cadere. Altre piccole finestre per bambini si trovano a Firenze anche in Via del Corno, Borgo San Frediano e Borgo Santa Croce.